# Friederun Pleterski
 Friederun Pleterski Tschebull (* 1948; geborene Pemberger) ist eine aus Kärnten stammende österreichische Sachbuch- und Romanautorin sowie Journalistin.

## Leben
Pleterski ist Enkelin des früheren Kärntner Landeshauptmanns Arthur Lemisch. Sie studierte an der Universität Wien Romanistik und Drama, Art and Music Studies bei Umberto Eco in Bologna. 1975 promovierte sie bei den Romanisten Wolfgang Pollak und Hans Hinterhäuser an der Universität Wien mit einer semiotischen Analyse des Gedichts Gli Orecchini von Eugenio Montale.
Sie arbeitet seither als freie Journalistin und Buchautorin und ist Gründungsmitglied bekannter Vereine, die sich um die Erhaltung von Kultur und Natur bemühen (BIOSA, Arche Noah). Zwischen 1989 und 1993 schrieb sie regelmäßig für die österreichische Tageszeitung Kurier. Für den Österreichischen Rundfunk gestaltete sie u. a. einen Beitrag über Großbritanniens National Trust. 1976 erschien ihr Bestseller Die Freuden des Landlebens im Verlag Molden; es folgten Ein Haus ist mehr als ein Dach über dem Kopf und andere Bücher zu Lifestyle-Themen im Verlag Christian Brandstätter wie Vom Luxus des Einfachen, in denen sie das Prinzip Mäßigung und die Abkehr von Konsumzwängen bewirbt. Sie bietet Anleitungen für eine die Gesundheit erhaltende naturnahe Lebensführung. Ein Teil ihrer Werke aus dem Verlag Christian Brandstätter wurde von Renate Habinger illustriert.
2001 erwarb sie auf der kroatischen Insel Olib ein Haus, worüber sie in ihren bei Carinthia/Styria erschienenen Büchern Ein Haus in Dalmatien (2004) und Dalmatinisches Inselbuch (2007) berichtet. Mit ihrer 2012 bei Styria erschienenen Familiensaga Heimwärts reisen erzählt sie auf sehr persönliche Weise auch Kärntner Landesgeschichte, da einige Familienmitglieder wie Bartlmä Rauscher, Josef Buzzi, Matthias Millesi, Fanni Lemisch, Otti Huber-Knaus, Arthur Lemisch, Siegmund Knaus, Hermann Knaus und Hubert Knaus maßgeblich an der kulturellen und politischen Entwicklung des Landes beteiligt waren.

## Familie
Friederun Pleterski ist die Witwe des Wiener Photographen Roland Pleterski, der mit Irving Penn zusammenarbeitete. In zweiter Ehe war sie mit dem im Jahr 2023 verstorbenen Journalisten Jens Tschebull verheiratet. Sie hat drei erwachsene Söhne und lebt in Kärnten sowie auf Olib.

## Publikationen (Auswahl)
- Die Freuden des Landlebens. Ein guter Ratgeber zum Selbstversorgen von Leib und Seele, Fritz Molden Verlag, Wien 1979, ISBN 3-217-00382-9
- Ein Haus ist mehr als ein Dach über dem Kopf. Ein Ratgeber zum Selbermachen für alte und neue Häuser in Stadt und Land, Fritz Molden Verlag, Wien 1981, ISBN 3-217-01188-0
- Die kleinen Tricks der grossen Einrichter. Folgen Sie den einfachen Regeln des guten Geschmacks und finden Sie ihren persönlichen Wohnstil, orac, Wien 1992, ISBN 3-7015-0283-8
- Mit Nora Schuster Wald-Menschen, Ed. Factory, Wien 1995
- Vogelfrei. Das abenteuerliche Leben des Will-Frieden Sabelus-Frach, aufgeschrieben von Friederun Pleterski unter Mitarbeit von Michael Korth, Eichborn, Frankfurt am Main 1997, ISBN 3-8218-0552-8
- mit Michael Korth: Die Beamten. Privilegien, Pfründe & Pensionen, Eichborn, Frankfurt am Main 1997, ISBN 3-8218-1472-1
- mit Renate Habinger: Die Freuden des natürlichen Lebens. Ein guter Ratgeber zum Selbstversorgen von Leib und Seele (Edition Grüne Erde: Wege zur Natur), Brandstätter, Wien 1998 ISBN 3-85447-789-9
- Herausgeberschaft, mit Sirene Druden und Renate Habinger: Verzaubern und Verführen. Die kleine Hexenküche für zwei (Edition Grüne Erde: Wege zur Natur), Brandstätter, Wien 1998, ISBN 3-85447-815-1
- mit Renate Habinger: Wohnen mit allen Sinnen. Leben im Dialog mit der Natur (Edition Grüne Erde: Wege zur Natur), Brandstätter, Wien 1998, ISBN 3-85447-814-3
- mit Helfried Schmickl: Handbuch für Schnapsbrenner (vom Angesetzten bis zum Edelbrand), Eichborn, Frankfurt am Main 1999, ISBN 3-8218-1520-5
- mit Renate Habinger: Gegen die Uhr. Vom natürlichen Umgang mit der Zeit, Brandstätter, Wien 1999, ISBN 3-85447-869-0
- mit Renate Habinger: Vom Luxus des Einfachen. Essen, Wohnen, Lebensstil (Edition Grüne Erde: Wege zur Natur), 2. Auflage, Brandstätter, Wien 2002, ISBN 3-85498-041-8
- Ein Haus in Dalmatien. Vom Leben auf einer Adria-Insel (Carinthia Terramare), Carinthia, Klagenfurt 2004, ISBN 3-85378-587-5
- Dalmatinisches Inselbuch (Carinthia Terramare) Klagenfurt 2007, ISBN 978-3-85378-642-0
- Heimwärts reisen. Auf den Spuren meiner Familie. Styria Regional, 2012, www.styriabooks at, ISBN 978-3-70120-100-6
- Adria Blues. Nimm das Leben, wie es kommt. Drava, Klagenfurt 2017, ISBN 978-3-85435-819-0
- Witwenküsse. Ein historischer Roman. Verlag Johannes Heyn, Klagenfurt 2022, ISBN 978-3-7084-0670-1